# Josep Armengou i Feliu
Josep Armengou i Feliu (Berga, Barcelona, 1910 - 1976) fue un escritor y clérigo español.
Después de cursar los estudios básicos, se dedicó a la música que era lo que más le gustaba. Su familia tenía un taller de sastrería y él combinaba este trabajo con la de músico.
El 1931 entró en el seminario de Solsona. Cuando estalló la guerra civil española de 1936 pasó la frontera por temor a los asesinatos En 1942 ganó las oposiciones de  organista del claustro de Solsona. Estuvo hasta el 1949, cuando se trasladó a Berga como vicario y maestro de capilla.
En Berga escribió toda su obra importante: colaboró en la revista Queralt y en Hoja parroquial del obispado. Su obra más importante es Justificación de Cataluña, publicada clandestinamente en 1958 y libremente a partir del 1979. Entre sus obras destaca Escrits de temps incerts (1965) y póstumamente se editó Nacionalisme català (1977).